# Typhon (torpilleur)
Pour les articles homonymes, voir Typhon.
Le Typhon est un torpilleur d’escadre de classe Bourrasque, construit pour la marine française dans les années 1920.
Pendant la Seconde Guerre mondiale, après la capitulation de la France face à l’Allemagne en juin 1940, le Typhon a servi dans la marine du régime de Vichy.

## Conception
Les navires de la classe Bourrasque avaient une longueur hors tout de 105,6 mètres, une largeur de 9,7 mètres et un tirant d'eau de 3,5 mètres. Les navires avaient un déplacement de 1320 tonnes à charge standard et 1825 tonnes à pleine charge. Ils étaient alimentés par deux turbines à vapeur à engrenages, chacune entraînant un arbre d'hélice, utilisant la vapeur fournie par trois chaudières du Temple. Les turbines ont été conçues pour produire 31000 chevaux (22800 kW), ce qui devait propulser les navires à 33 nœuds (61 km/h). Les navires transportaient suffisamment de mazout pour une autonomie de 3000 milles marins (5600 km) à 15 nœuds (28 km/h).
L’armement principal des navires de la classe Bourrasque consistait en quatre canons de 130 mm modèle 1919 dans des affûts simples blindés, une paire de canons à l’avant et une paire à l’arrière des superstructures. Leur armement antiaérien consistait en un canon de 75 mm modèle 1924. Les navires transportaient deux affûts triples de tubes lance-torpilles de 550 millimètres au milieu du navire. Une paire de toboggans pour grenades anti-sous-marines a été construite dans leur poupe, qui abritait seize grenades anti-sous-marines de 200 kilogrammes.

## Carrière
Le Typhon était à Oran, en Algérie française, au sein de la 7e escadrille de contre-torpilleurs de la Marine nationale, lorsque les Alliés ont envahi l’Afrique française du Nord lors de l’opération Torch en novembre 1942. Le 8 novembre 1942, le Typhon engagea le cotre britannique HMS Hartland à très courte distance, le coulant dans le port en quelques minutes, alors que le navire allié était en train de débarquer des troupes américaines,. Plus tard dans la matinée, le Typhon et ses navires-jumeaux Tramontane et Tornade s’éloignent pour tenter d’attaquer les forces navales alliées dans la baie d'Arzew. L’escadrille de contre-torpilleurs a essuyé un feu nourri du croiseur britannique HMS Aurora. Le Typhon lança ses six torpilles sur le croiseur en vain. Ses sister-ships ont été touchées à plusieurs reprises par des obus de 6 pouces. La Tramontane fut coulée et la Tornade s’échoua, tandis que le Typhon rentra au port avec la moitié de ses munitions épuisées et sans torpilles, les ayant toutes lancées sur l'Aurora en vain. Les survivants de la Tramontane étaient également à bord.
Le Typhon affronta à nouveau les Alliés le 9 novembre, cette fois avec son sister-ship Épervier. L’attaque des contre-torpilleurs fut repoussée par les croiseurs britanniques HMS Jamaica et Aurora. L'Épervier a été touché et s’est échoué volontairement, tandis que le Typhon est retourné à Oran, où il a finalement été sabordé par son équipage le 10 novembre 1942,.